# Kunth Verlag
Der Kunth Verlag ist ein Buchverlag mit Sitz in München. Das mittelständische Unternehmen beschäftigt rund 20 Mitarbeiter.

## Geschichte
Der Verlag wurde 1997 von Wolfgang und Calina Kunth unter dem Namen Verlag Wolfgang Kunth gegründet und 2012 in Kunth Verlag umbenannt. 2011 ging der kartographische Verlag GeoGraphic Publishers, der ehemals Wolfgang Kunth und der Langenscheidt KG zu jeweils 50 % gehörte, im Kunth Verlag auf.

## Verlagsprogramm
Der Verlag verlegt und vertreibt Bildbände, illustrierte Sachbücher aus geografischen, kulturellen und touristischen Themenbereichen, Weltatlanten, Reisekarten und -atlanten sowie Kalender. Zu den bekanntesten Werken gehört der seit 18 Jahren jährlich aktualisierte und neu aufgelegte Titel „Das Erbe der Welt“, der alle UNESCO-Welterbestätten dokumentiert. Der Kunth Verlag verlegt die Fotokunstbildbände („Shanghai II“, „Berlin“, „New York“, „London“) der Fotografen Horst Zielske und Daniel Zielske.

## Auszeichnungen
Publikationen des Kunth Verlags erhielten über die Jahre zahlreiche Auszeichnungen, unter anderem den IMTA Gold Award (Best World Atlas), ITB BuchAwards und Gregor Calendar Awards (Gold und Silber 2015, Silber und Bronze 2016).